# Manuel Corrales
Manuel Corrales (Lima, 3 settembre 1982) è un ex calciatore peruviano, di ruolo difensore.